# International House of Prayer
International House of Prayer (svensk översättning: Internationella Bönehuset) (IHOPKC) är en karismatisk och evangelikal kristen missionsorganisation som har sitt säte i Kansas City och Grandview, Missouri. Organisationen grundades 1999 av Mike Bickle, tidigare pastor i Metro Christian Fellowship. Man lägger starkt fokus på bön, tillbedjan, fasta och lärjungaskap. Sedan 19 september 1999 pågar bön dygnet runt, 365 dagar om året och cirka 2000 personer är involverade.
År 2010 stämdes International House of Prayer av restaurangkedjan Ihop (International House of Pancakes) för varumärkesintrång, för att missionsorganisationen använde också Ihop som förkortning. Stämningen drogs dock tillbaka efter att parterna började förhandla med varandra. De kom senare överens om att International House of Prayers skulle byta förkortning från Ihop till Ihopkc.